# Tobee
Tobee, de son vrai nom Tobias Riether (né le 24 juin 1985 à Geislingen an der Steige) est un chanteur allemand.

## Biographie
Tobias Riether apprend dans sa jeunesse plusieurs instruments et prend des cours de chants. À 15 ans, il fonde un groupe de reprises rock. À 18 ans, il remporte un concours de talents dans le domaine de la musique de fête et devient le chanteur principal d'un groupe de spectacles du Bade-Wurtemberg.
Il a un premier succès en 2006 avec le titre Die Ina dont il est l'auteur. Xtreme Sound, label de Cologne, place la chanson dans des compilations. L'année suivante, il a un succès avec Banane, Zitrone, ce qui le pousse à se produire au Bierkönig à Majorque. Il fait des reprises comme Lotusblume des Flippers, Westerland des Ärzte et Eine weiße Rose des Kastelruther Spatzen.
En 2008, EMI signe un contrat avec Tobee et produit pour le Championnat d’Europe de football la chanson ’72, '80, 96, 2008, qui est à la suite de ’54, '74, '90, 2006 de Sportfreunde Stiller pour la Coupe du Monde de football en 2006. Ainsi, Riether a pour la première fois une chanson classée dans les meilleures ventes (la 70e place du Media-Control-Charts). Tobee se spécialise dans la chanson festive.
À l'été 2009, son duo avec Chris Andrews Pretty Belinda - Schlauchboot est la deuxième chanson dans les meilleures ventes. Il s'agit d'une reprise de la chanson de l'artiste britannique sorti en 1969.
À l'été 2014, son single Blau wie das Meer est accusé de plagiat. Il ressemble beaucoup à la chanson du même nom du groupe Mr. Hurley & die Pulveraffen.
En plus de sa carrière de chanteur, Tobee a son propre label Brainstall et est actif en tant que producteur pour d'autres artistes, tels que DJ Düse, Vroni, Daaan ou Danito Lopez.
Tobias Riether termine avec succès ses études en médecine dentaire à l'université d'Ulm en 2017 et depuis lors, il travaille en tant que dentiste parallèlement à sa carrière artistique.

## Discographie
Albums
- Überdosis Glück (2011)
- Kopfüber in die Nacht (2014)

Singles
- Die Ina (2006)
- Banane, Zitrone (2007)
- Lotusblume (2007)
- ’72, ’80, ’96, 2008 (2008)
- Eine weiße Rose (2008)
- Pretty Belinda – Schlauchboot (Chris Andrews & Tobee, 2009)
- Pretty Belinda – Skilift (2009)
- Tausendmal du (avec Marry, 2010)
- 1000 Feuer (Afrika 2010) (2010)
- Vogelwiesev (2010)
- Helioo (2011)
- Überdosis Glück (2011)
- Du ich trink dich schön (2011)
- 72, 80, 96, 2012 (2012)
- Du bist mein Licht (2012)
- Rock'n Roll Party HitMix (2012)
- Über alle Berge (2012)
- Orca vor Mallorca (2013)
- Kopfüber in die Nacht (2013)
- White Christmas (Chris Andrews & Tobee, 2013)
- Après-Ski ist wie Mallorca nur im Schnee (2013)
- Orca vor Mallorca (Après-Ski-Version, 2014)
- Blau wie das Meer (2014, Mallorca-Hit)
- Blau wie der Berg (2014)
- Jetzt ist der Teufel los (2014)
- Besoffene Deutsche - Die Bierkönig Hymne (2015)
- Auf die Plätze, fertig, Prost - Die Alpenpolonäse (2015)
- Aua im Kopf (Morgen sind wir schlauer…) (2016)
- Thank God It’s Christmas Time (2016)
- 3 Promille (doch da geht noch was) (2016)
- Der Bass muss fi**** (2017)
- Rosalie (Bei Dir komm’ ich nicht zum schlafen) (2017)
- Ab jetzt wird morgen scheiße (feat. Deejay Patrick Palma) (2017)
- Helikopter 117 (Mach’ den Hub Hub Hub) (2017)
- Can You English Please? (feat. Micaela Schäfer) (2018)
- Heute schütte ich mich zu (Mit Gefühl - Schubidu) (2018)

## Source de la traduction
- (de) Cet article est partiellement ou en totalité issu de l’article de Wikipédia en allemand intitulé « Tobee » (voir la liste des auteurs).